# Nidularium bicolor
Nidularium bicolor är en gräsväxtart som först beskrevs av Edmundo Pereira, och fick sitt nu gällande namn av Elton Martinez Carvalho Leme. Nidularium bicolor ingår i släktet Nidularium och familjen Bromeliaceae. Inga underarter finns listade i Catalogue of Life.